# Amphipyra nigrescens
Amphipyra nigrescens är en fjärilsart som beskrevs av Arnold Spuler 1906. Amphipyra nigrescens ingår i släktet Amphipyra och familjen nattflyn. Inga underarter finns listade i Catalogue of Life.